# Baliosus subdilatatus
Baliosus subdilatatus es un coleóptero de la familia Chrysomelidae.
Fue descrita científicamente por primera vez en 1935 por Pic.